# Rue Cristino-Garcia
La rue Cristino-Garcia est une voie du 20e arrondissement de Paris, en France.

## Situation et accès
La rue Cristino-Garcia est une voie privée située dans le 20e arrondissement de Paris. Elle débute au 10, rue Maryse-Hilsz et se termine au 125, rue de Lagny.

## Origine du nom

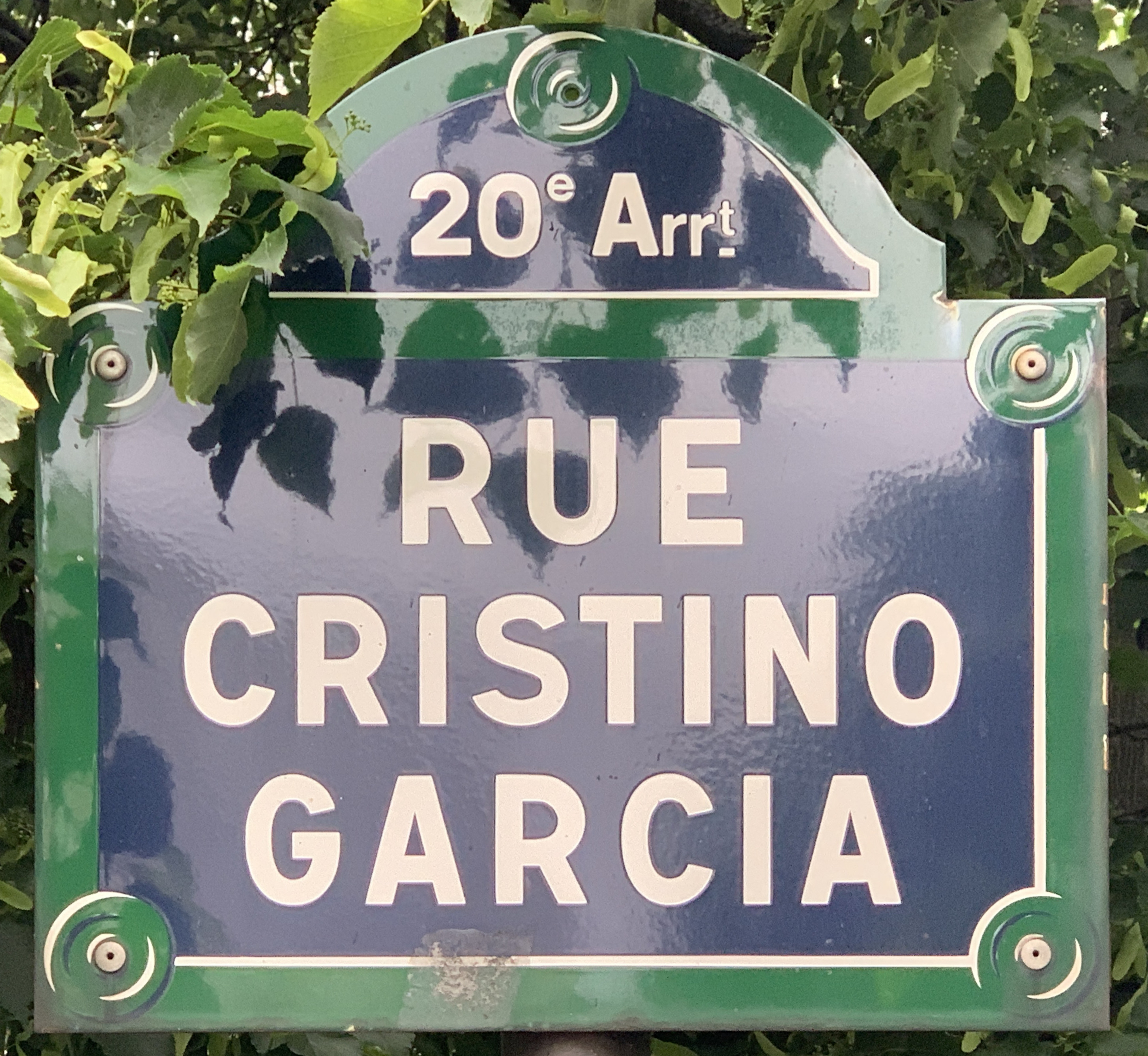
Plaque de la rue.

Elle rend hommage à Cristino García (1914-1946), résistant anti-franquiste puis contre l'occupant allemand en France.

## Historique
Cette voie est ouverte sous sa dénomination actuelle par un arrêté du 21 mai 1956.
Elle était incluse dans la ZAC Porte-de-Vincennes.